# Leighton (Iowa)
Leighton és una població dels Estats Units a l'estat d'Iowa. Segons el cens del 2000 tenia 153 habitants.

## Demografia
Segons el cens del 2000, Leighton tenia 153 habitants, 56 habitatges, i 43 famílies. La densitat de població era de 738,4 habitants/km².
Dels 56 habitatges en un 33,9% hi vivien nens de menys de 18 anys, en un 75% hi vivien parelles casades, en un 0% dones solteres, i en un 23,2% no eren unitats familiars. En el 23,2% dels habitatges hi vivien persones soles el 16,1% de les quals corresponia a persones de 65 anys o més que vivien soles. El nombre mitjà de persones vivint en cada habitatge era de 2,73 i el nombre mitjà de persones que vivien en cada família era de 3,21.
Per edats la població es repartia de la següent manera: un 31,4% tenia menys de 18 anys, un 5,9% entre 18 i 24, un 25,5% entre 25 i 44, un 20,3% de 45 a 60 i un 17% 65 anys o més.
L'edat mediana era de 35 anys. Per cada 100 dones de 18 o més anys hi havia 105,9 homes.
Cap de les famílies estaven per davall del llindar de pobresa.

## Poblacions més properes
El següent diagrama mostra les poblacions més properes.